# Octodontoidea
Octodontoidea es una superfamilia de roedores histricomorfos centro y sudamericanos que incluye taxones extintos (solo conocidos por el registro fósil) y 5 familias que poseen representantes vivientes, entre los que se encuentran los degúes, las jutías y los tuco-tucos.

## Taxonomía
Descripción original
El taxón base de Octodontoidea fue descrito originalmente en el año 1839 por el naturalista inglés George Robert Waterhouse. Fue el paleontólogo, geólogo y biólogo estadounidense George Gaylord Simpson quien propuso la consideración superfamiliar.

### Subdivisión
La superfamilia Octodontoidea está integrada por varias familias, 5 de las cuales tienen representantes vivientes:
- Abrocomidae Miller & Gidley, 1918 Incluye a las vivientes ratas chinchilla  (Abrocoma).
- Capromyidae Smith, 1842 Incluye a las vivientes jutías (Capromys).
- Ctenomyidae Lesson, 1842 Incluye el género viviente de los tuco-tucos (Ctenomys).
- Echimyidae Gray, 1825 Incluye varios géneros vivientes de las selvas de Centro y Sudamérica.
- Octodontidae Waterhouse, 1839 Incluye varios géneros vivientes, siendo el más conocido el de los degúes (Octodon).

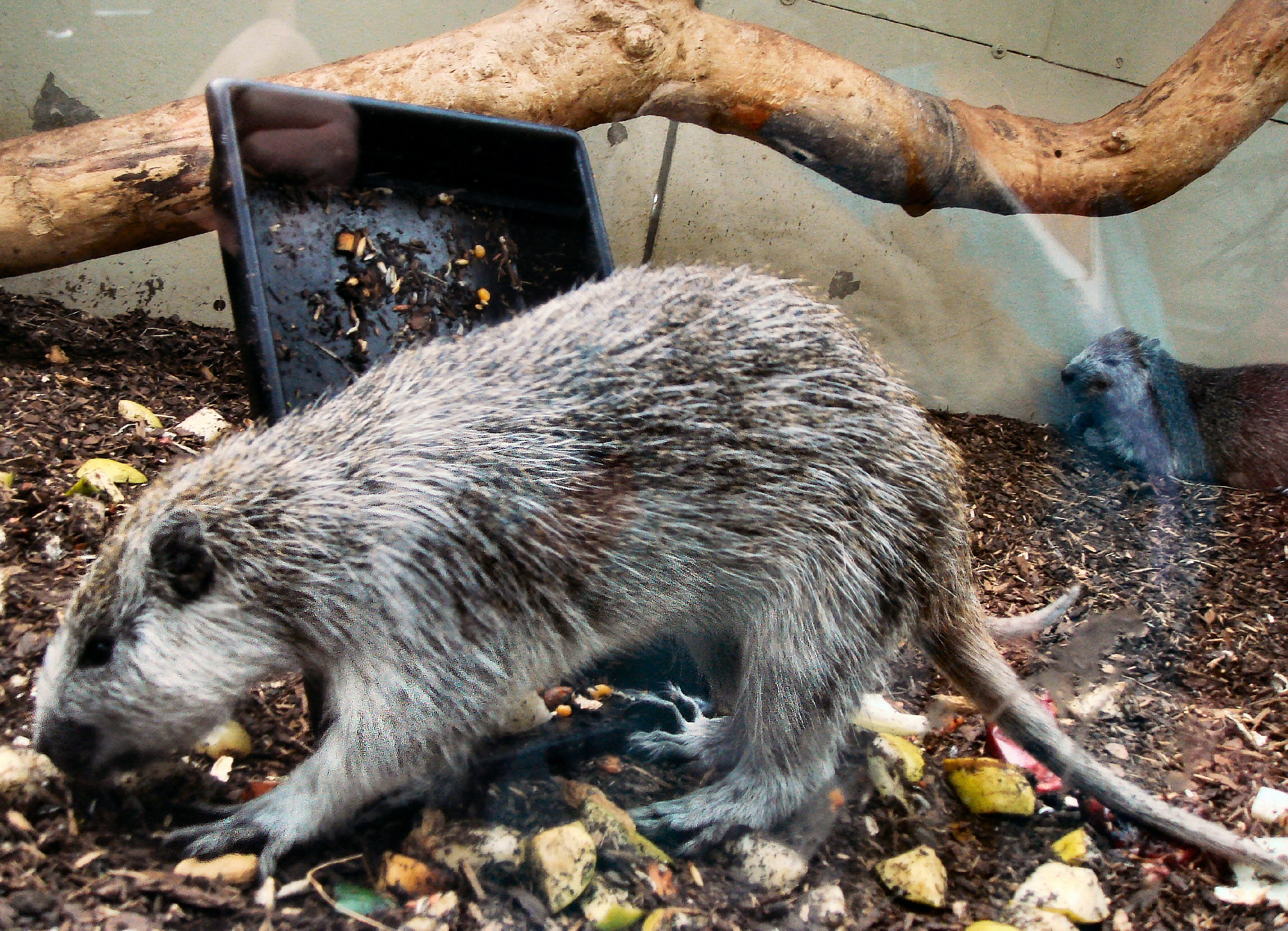
Jutía (Capromys pilorides).

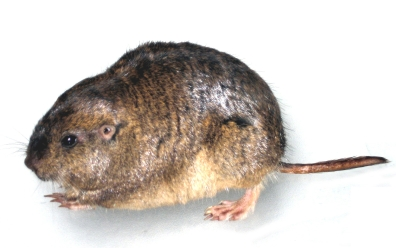
Un tuco-tuco (Ctenomys haigi).

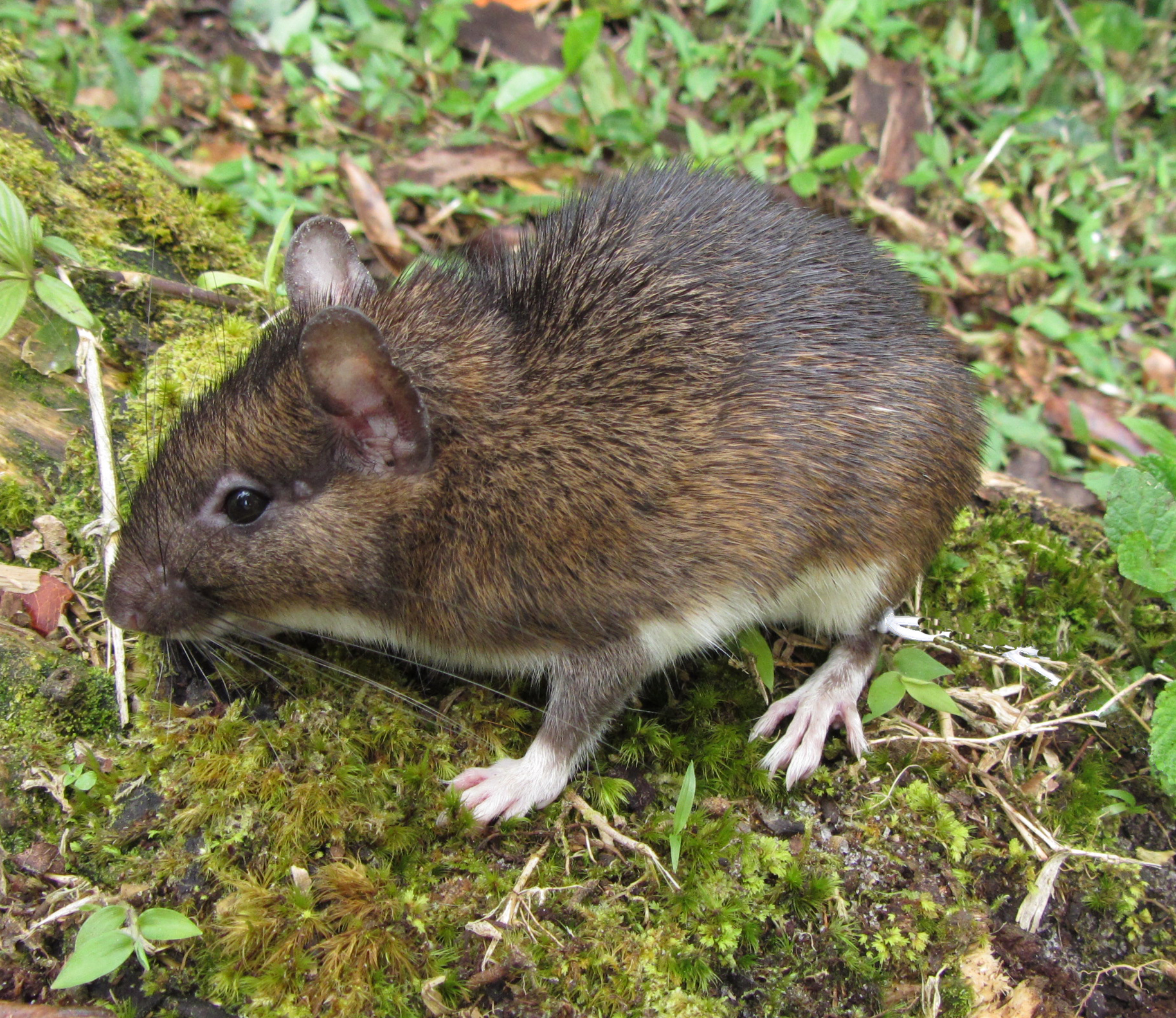
Trinomys.

## Generalidades
En los estudios moleculares, la monofilia de esta superfamilia está bien soportada, siendo tradicionalmente considerado el clado hermano de Chinchilloidea. Se considera una sinapomorfía de la superfamilia Octodontoidea el presentar el subtipo de bandas Hunter-Schreger multiseriales en los que la matriz interprismática corre en ángulo recto (rectangular) con respecto a los prismas.
Se distribuyen principalmente en la zona cordillerana de la Argentina y Chile así como también en la selva amazónica.